# 曼哈頓華埠

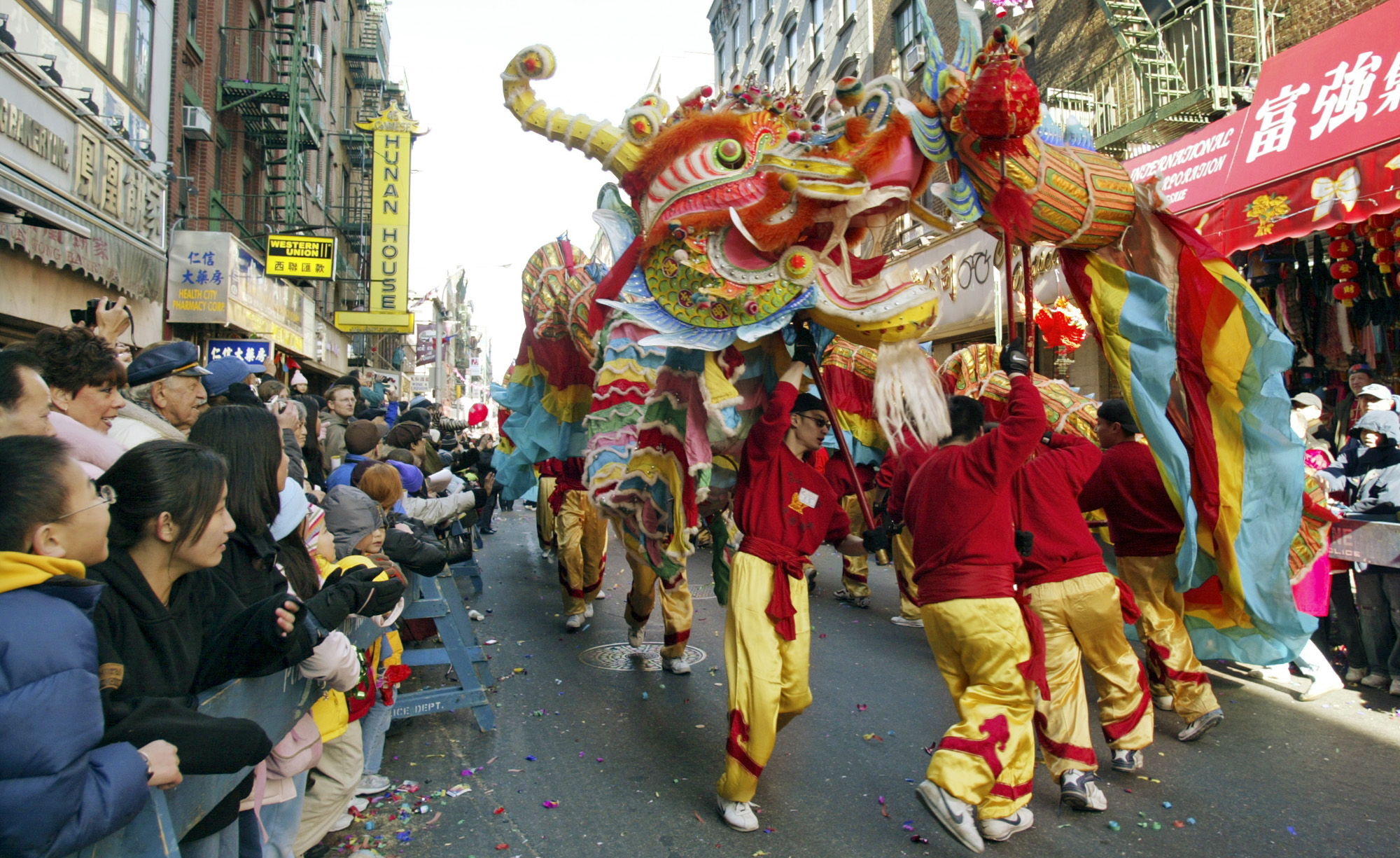
纽约曼哈頓華埠的中國新年遊行是除亞洲以外规模最大的中国新年活动。

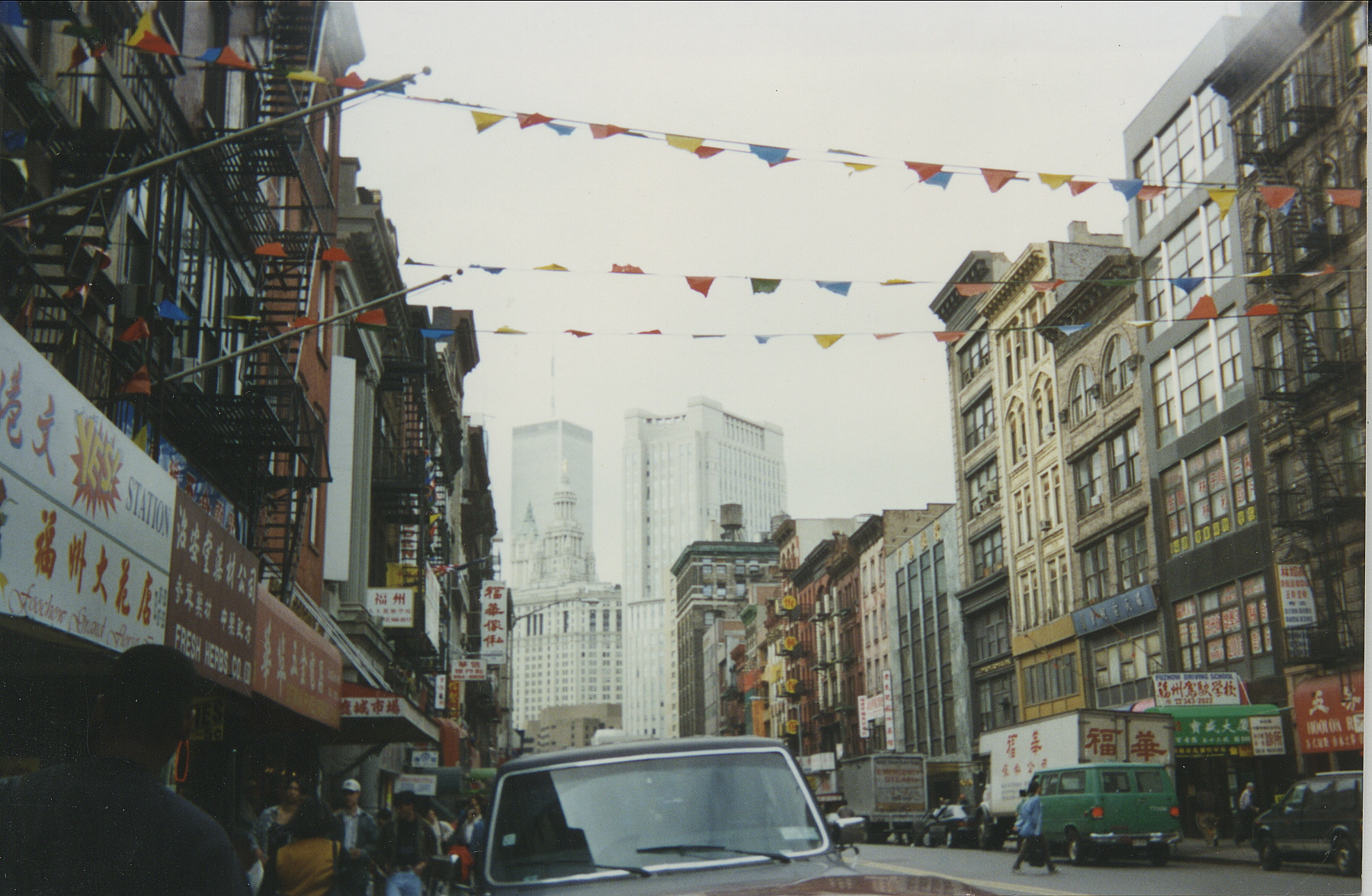
摄于1995年的華埠東百老匯。背景裡可見已倒塌的前世界貿易中心北樓。

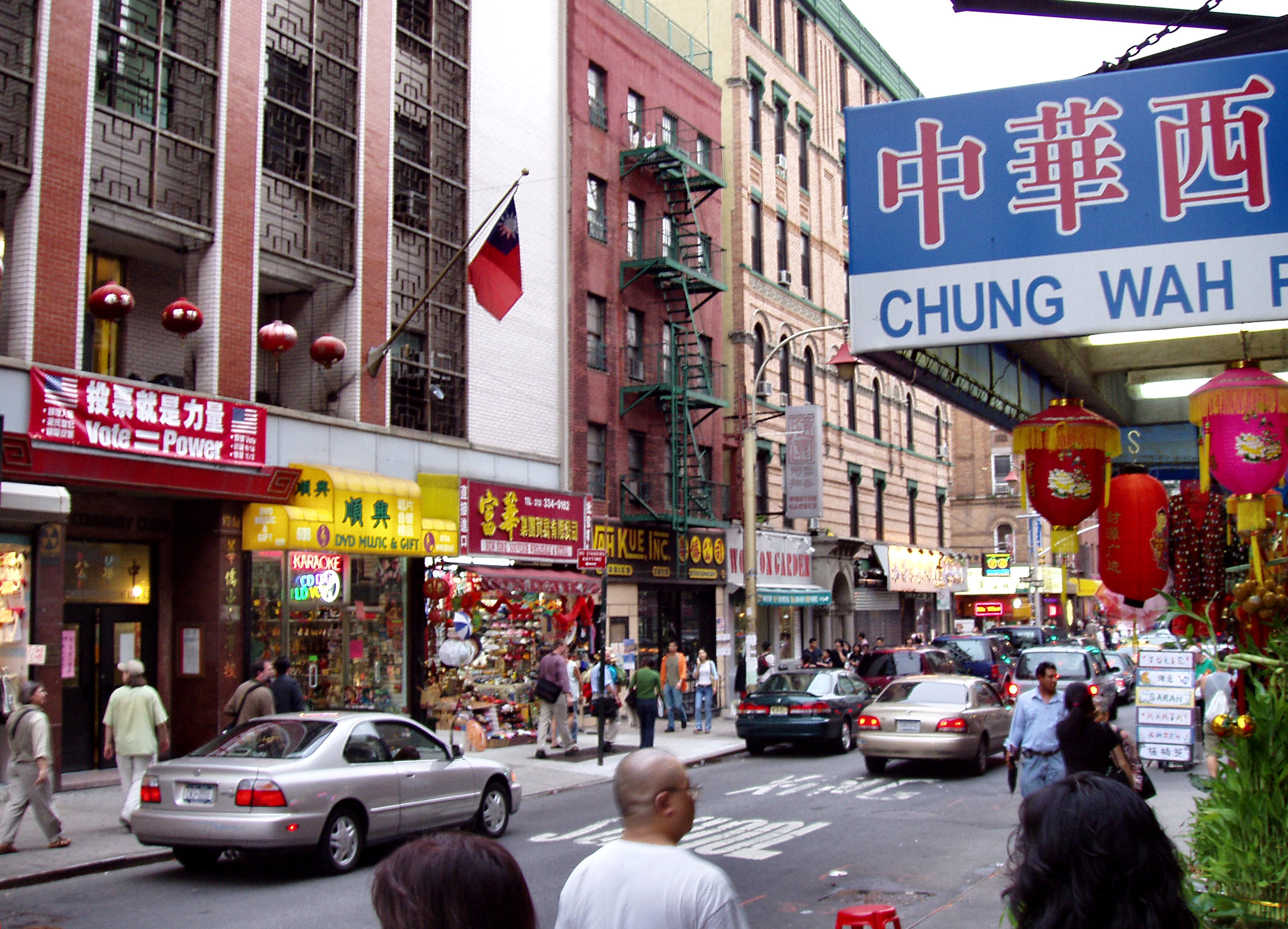
2004年拍的華埠勿街。

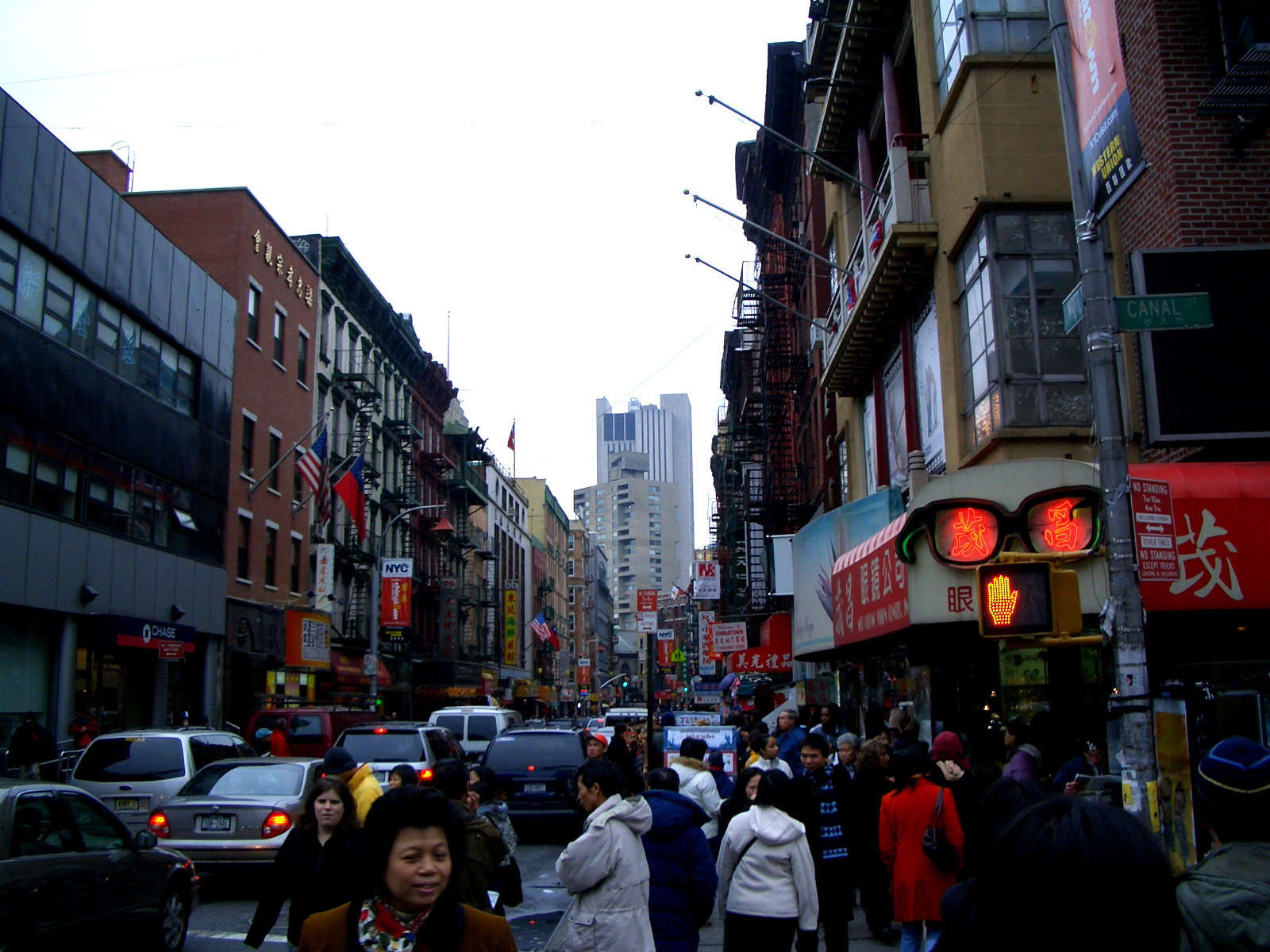
勿街和堅尼路交叉口。

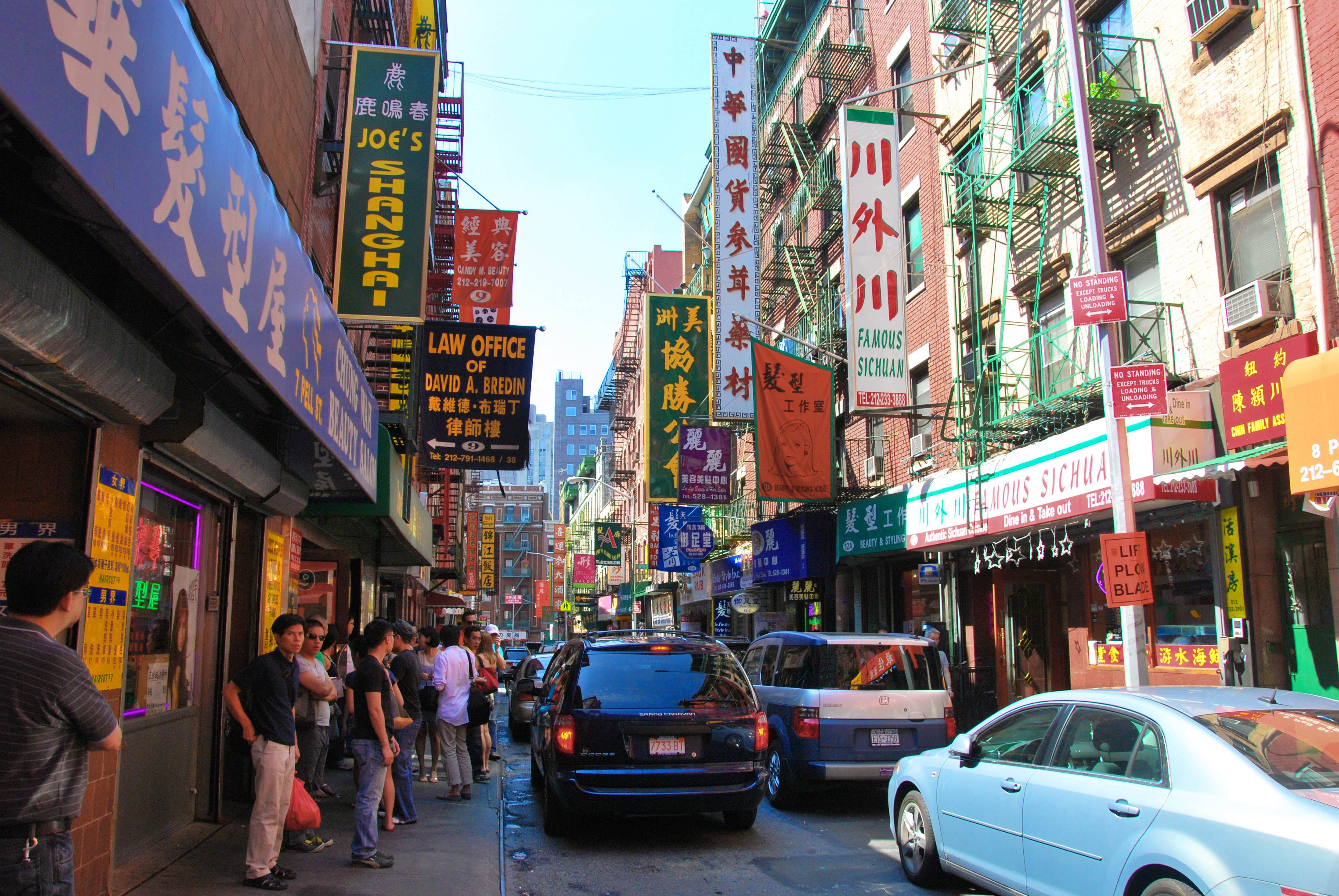
披露街（Pell Street）

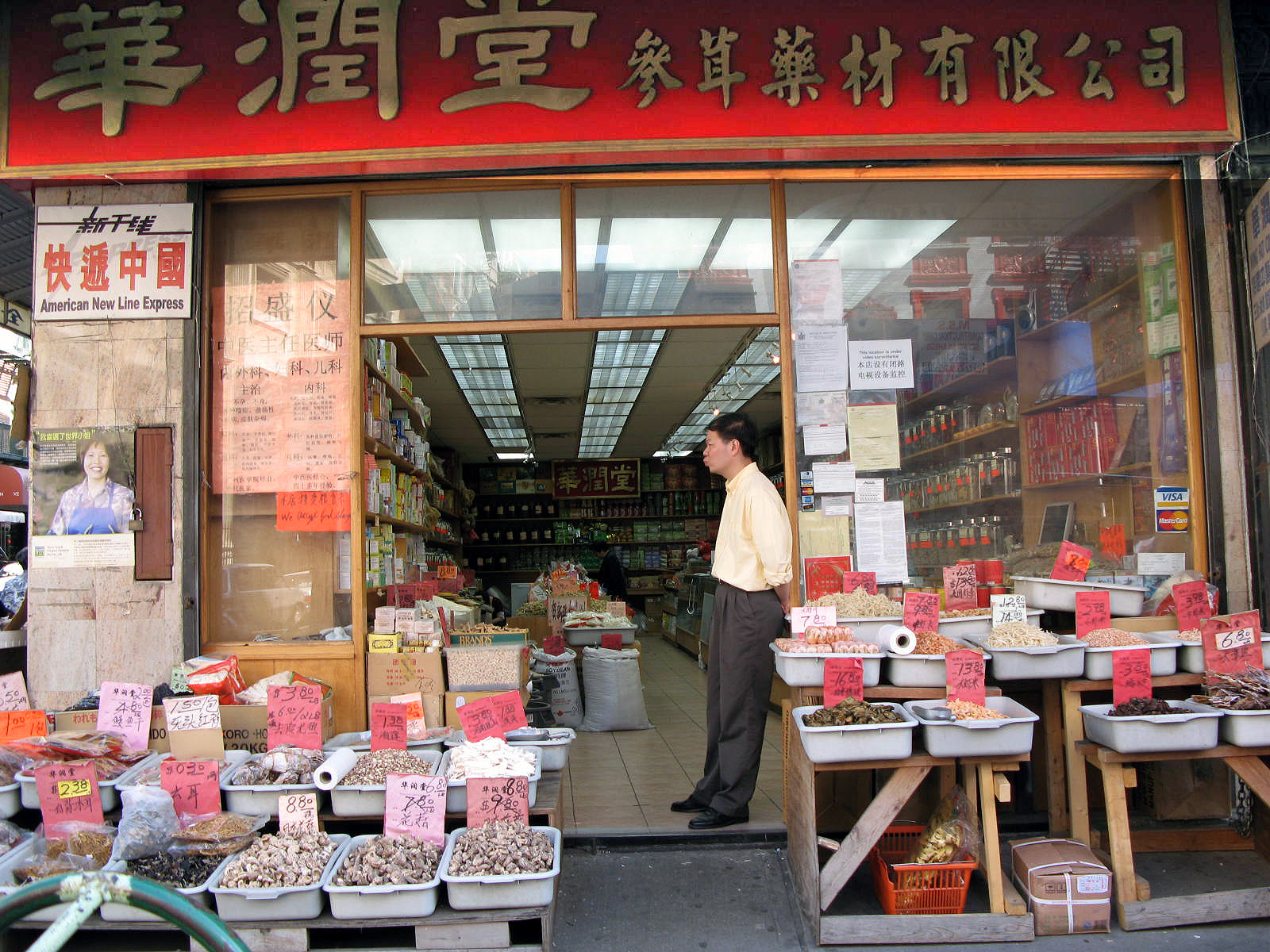
一家销售中药的药店。

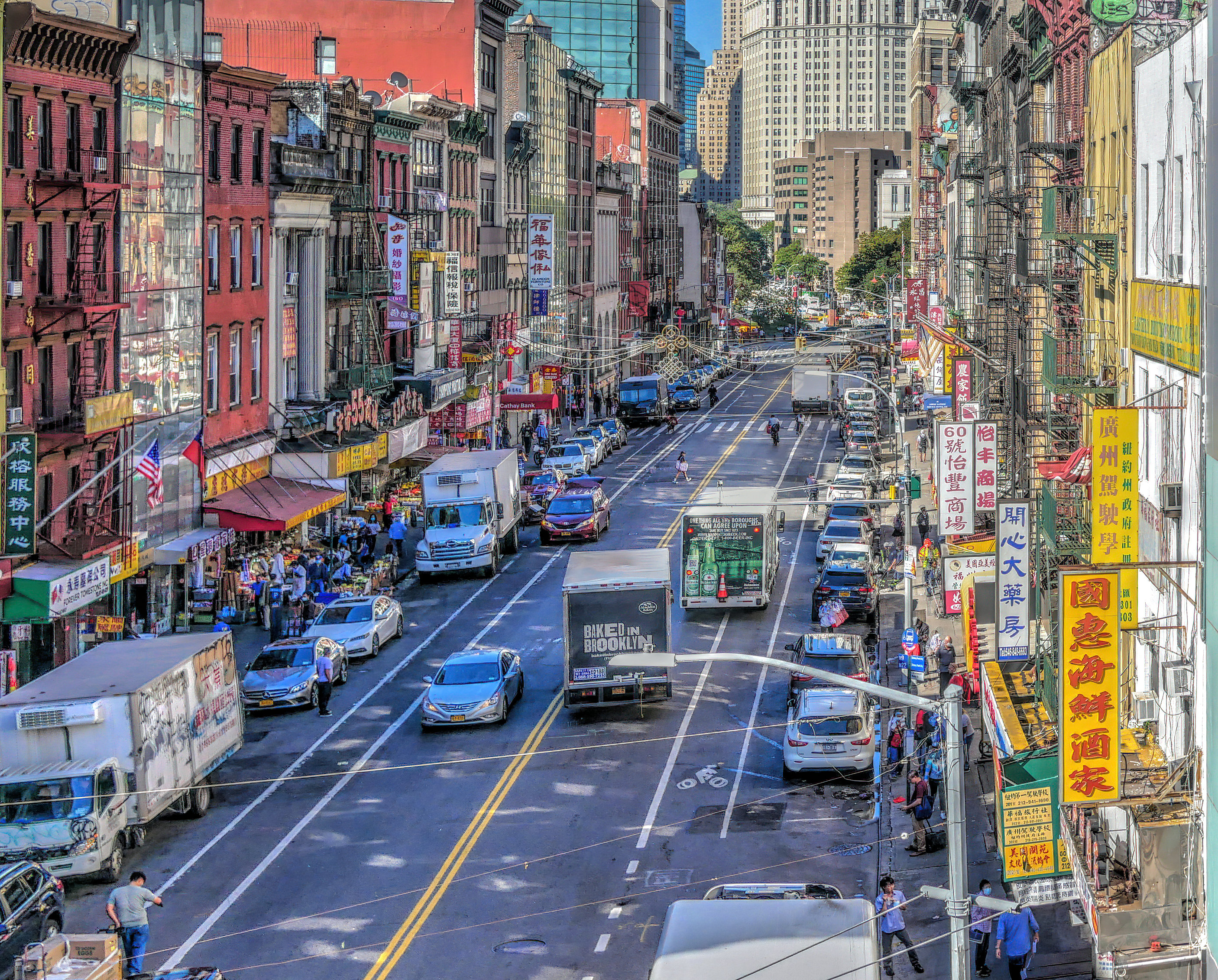
福州鎮

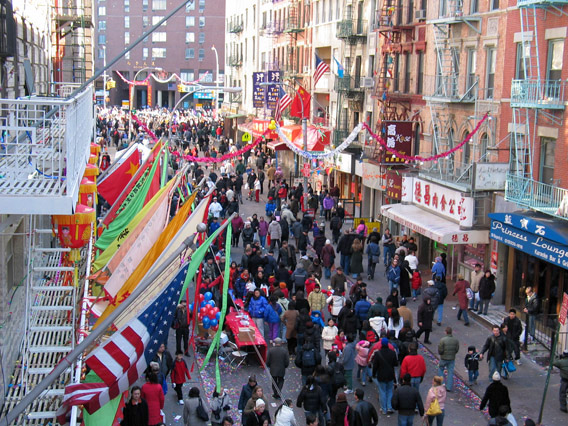
這裡有很多慶祝活動。

曼哈顿華埠（英語：Chinatown, Manhattan），又稱曼哈顿中国城、曼哈顿唐人街，是美國紐約市曼哈頓的一個地區。
1980年代後，此地區已經超過舊金山中國城成為西半球最大的唐人街。

## 地理
在1970年代之前，华埠的惯例边界是：
- 北至堅尼街（Canal Street）与小意大利（Little Italy）交界
- 东至包厘街（Bowery）与下东城（Downtown Eastside）交界
- 南至窝夫街（Worth Street）
- 西至巴士特街（Baxter Street）

在这地区内，游客可以看见老的华埠：堅尼街、勿街和茂比利街的交叉口，披露街和宰也街的交叉口。
不管所并吞的社区，华埠现在的边界大约是：
- 北至地兰西街（Delancey Street）与東村（East Village）和苏活区（Soho）交界
- 东至门罗街（Monroe Street）
- 西至百老汇大道（Broadway）与翠贝卡（TriBeCa）交界
- 南至钱伯斯街（英语：Chambers Street (Manhattan)）（Chambers Street）与市政厅（City Hall）交界。

这个地区大约有南北一英里东西两英里。现在的华埠包括下列的街道：
| - 亚伦街（Allen Street） - 摆也街（Bayard Street） - 百老汇大道（Broadway） - 堅尼街（Canal Street） - 中央街（Centre Street） - 地兰西街（Delancey Street） - 宰也街（Doyer Street） - 爱烈治街（Eldridge Street） - 亚瑟斯街（Essex Street） - 格兰街（Grand Street） - 喜士打街（Hester Street） - 拉菲尔街（Lafayette Street） - 麦地逊街（Madison Street） - 茂比利街（Mulberry Street） - 柯察街（Orchard Street） - 派街（Pike Street） - 窝夫街（Worth Street） | - 巴士特街（Baxter Street） - 包厘街（Bowery） - 布隆街（Broome Street） - 加薩林街（Catherine Street） - 企李士提街（Chrystie Street） - 地威臣街（Division Street） - 東百老汇大道（East Broadway） - 伊利沙白街（Elizabeth Street） - 科西街（Forsyth Street） - 显利街（Henry Street） - 肯莫街（Kenmare Street） - 律路街（Ludlow Street） - 市场街（Market Street） - 勿街（Mott Street） - 披露街（Pell Street） - 获嘉街（Walker Street） |

## 历史

### 早期移民華人

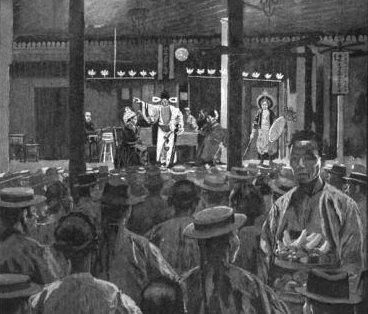
1896年中國戲院表演

雖然Quimbo Appo聲稱其為1840年代時來到曼哈頓華埠的華人，但其實第一個到此地永久定居的中國人是一個廣東商人阿肯（Ah Ken），在柏路開了一間香菸店。他約在 1858 年時抵達紐約，據說當時他在紐約街頭販售一根三毛錢的香菸，提供點菸紙和油燈供顧客使用。
後續來到的移民也仿效阿肯販售香菸，或是揹著廣告看板賺錢維生，阿肯的成功激勵了香菸製造商威廉·隆佛特（William Longford）、約翰·歐可（John Occoo）和約翰·艾瓦（John Ava），選擇在華埠經營生意，獨佔菸草生意。有些人推測，阿肯在勿街南側經營一間招待所，租賃房間給初來到此地的華人，因此才富有起來，能夠開設香菸店，漸漸形成今日所謂的華埠。

### 排华时期
十九世纪末，面对着大量的种族歧视和新的限制海外華人工作选择的法律，许多美国西海岸的淘金華人迁移到美国东海岸来寻工。早期华人工作场所包括洗衣店和餐馆。华埠由勿街、披露街、宰也街开始。1870年，华埠当时有200华裔居民。在《排华法案》通过的1882年，華人居民已达到2000。1900年，華人達7000人，但大多為男性，女性少于200人。
早期的华埠受堂口影响。堂口是一种氏族性的公所，执政范围包括同乡会、政治同盟（中國国民党对中国共产党）和一些秘密的非法活动。這些堂口會照顾被种族歧视而受骚扰的会员，给他们反骚扰保护。堂口也与街头帮派结盟，也帮助新移民起身：如借錢、帮助创业等等。
这些氏族性的公所后来建立了理事会称为中華公所。虽然中華公建立的目的是帮助缓和堂口之间的局势，但“安良堂”和“協勝堂”两大堂口当年经常有街头的“堂斗”，大部分的爭鬥发生在宰也街上。街头帮派如“鬼影幫”和“飛龍幫”在1980年代还很盛行。
华埠地区唯一的公园，哥伦布公园，是当时纽约市声名狼藉的地区五点区，在十九世纪，此地是纽约市最危险的贫民窟。

### 移民许可之后
美國《1965年入境移民与国籍服务法案》實施後，使得更多的亚洲移民移居美国，华埠的人口因此而爆增，華人社區逐漸往北發展。導致在1970年代，居住許多意大利美國人的小意大利被并吞了，只剩下一些在是茂比利街上的意大利餐馆。諾麗塔（小意大利北區）的南部也开始被同化。1990年代，华人开始移居下東城的西側，這地區50年前是东欧犹太人所居，20年前則是西班牙人所居。今日，犹太人居住的遺跡所剩無幾，只有犹太餐馆和几所犹太教会堂。

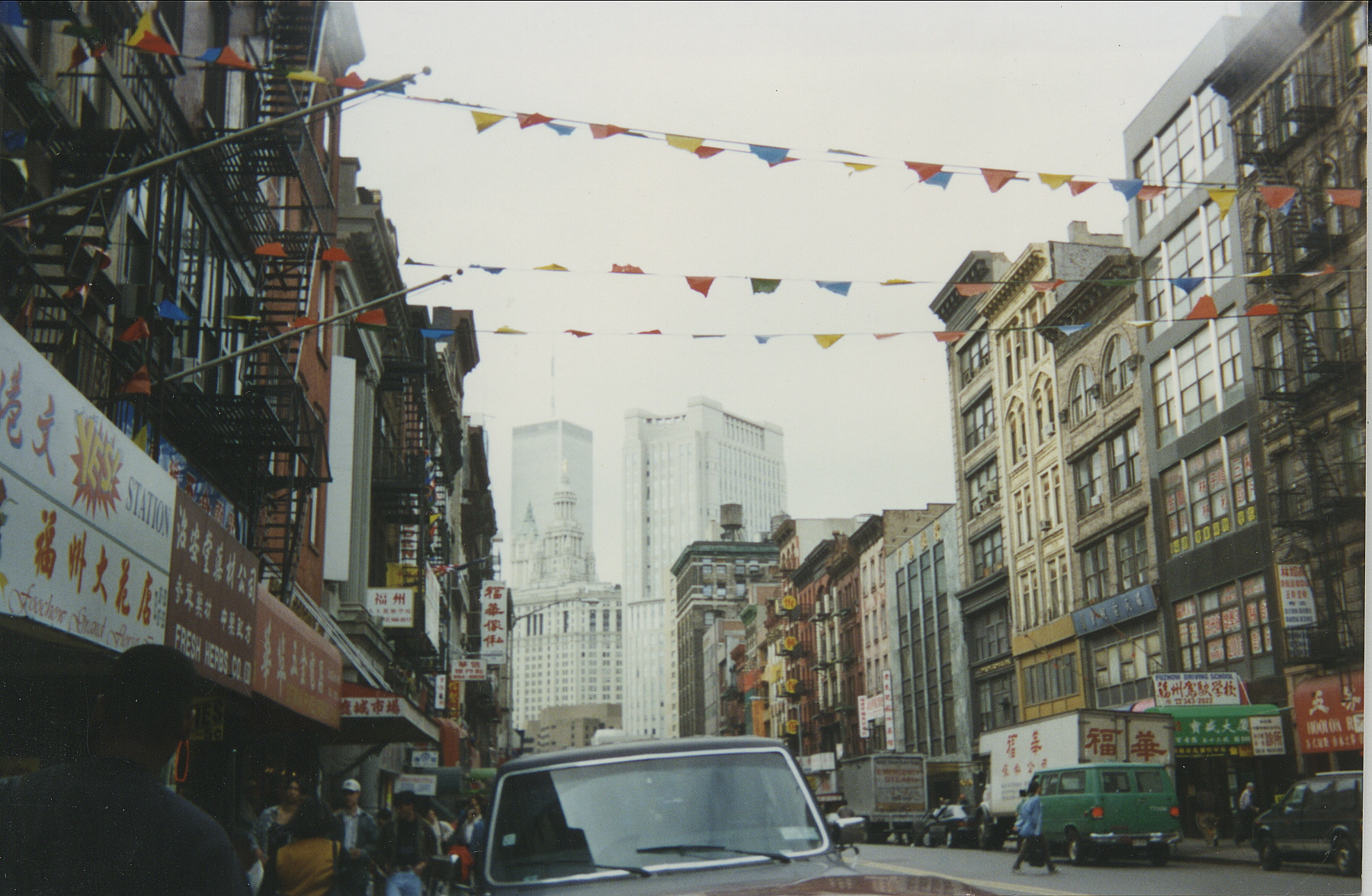
曼哈頓華埠由於鄰近世界貿易中心而於2001年的九一一襲擊事件中受創甚鉅，圖為曼哈頓華埠近眺世貿中心大樓的景象。

2001年以後，华埠受九一一襲擊事件衝擊甚鉅，因為离世界贸易中心很近，收到倒塌的殘骸、煙塵及後續下城災區管制影響，旅游业和当地商业恢复的很慢，許多連接金融區與華埠的干道、地铁线路、水電服務多年後未從衝擊中恢復，造成长期的交通不便。
2007年，豪華公寓的建設開始從蘇活區進入華埠，在這之前華埠以擁擠的公寓和華人居民聞名，雖然一些建設計畫仍以華人社區為目標，但豪華公寓的發展已促進華埠的經濟文化多元性。
目前，曼哈頓房地產價格的攀升和居高不下的租金也影響了曼哈頓華埠，許多較為貧困的新華人移民無法負擔租金，因此這裡的發展減緩，許多華人開始移居法拉盛華埠和布魯克林華埠。在下東城和小義大利區域，許多原先華人負擔得起的公寓被重新整修，以較高的價格出租，這些公寓的主人，多數都是有名望的華裔美國人，在地產價值飆漲的驅動下，發現停止較低收入的居民的合約才能有較多的利益收入。
2009年，許多新華人移民選擇在東百老匯定居，捨棄以往的鮑爾里（Bowery）西側。此外，官話逐漸侵蝕廣東話，變成紐約華埠的主要中文方言。《紐約時報》曾指出，法拉盛華埠現今是曼哈頓華埠的主要對手，為華裔紐約客的政治貿易文化中心。

## 经济

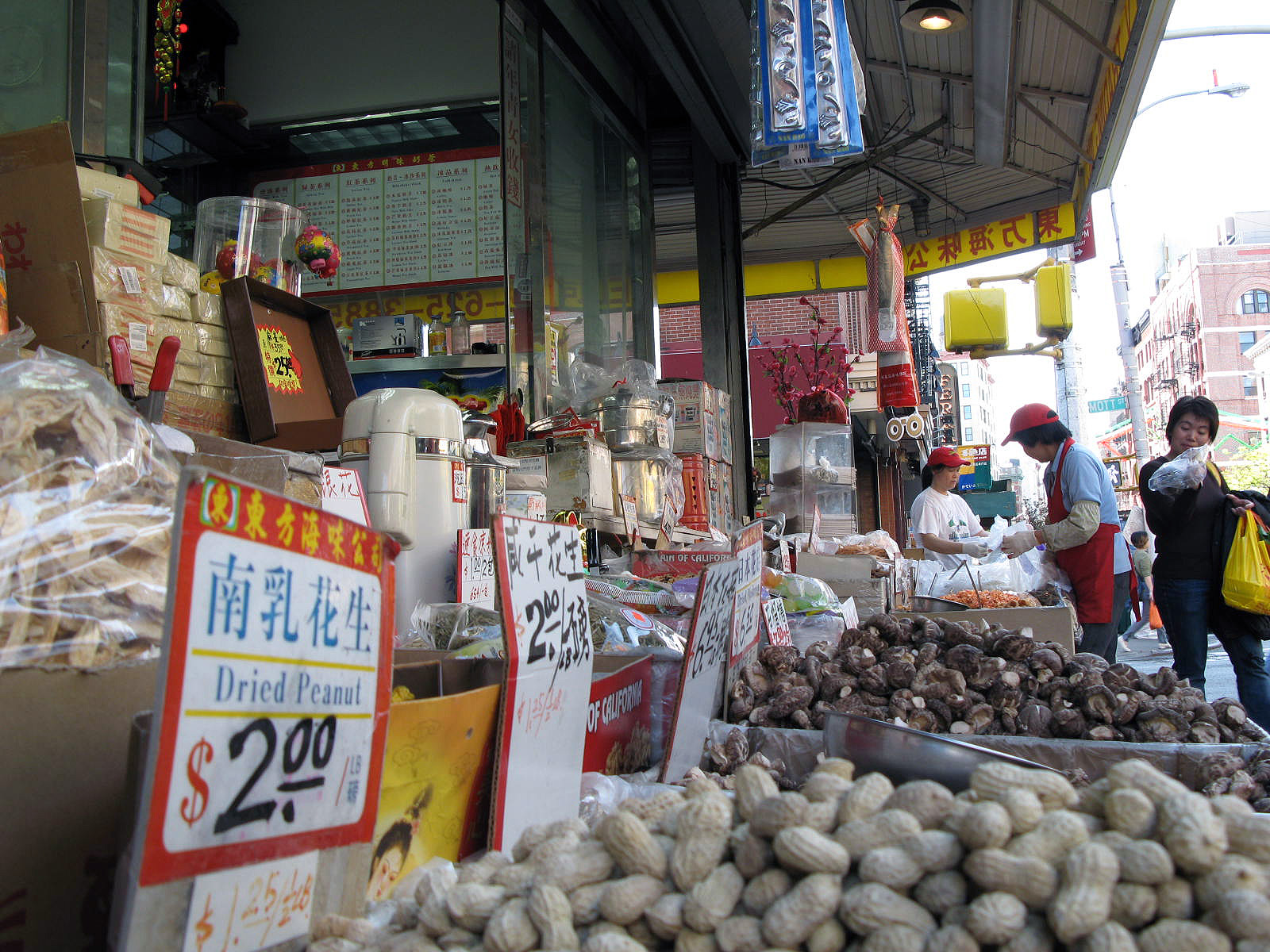
华埠有许多食品店。

很多华埠的经济都属于灰色经济，工资一般低于其它的美国人，很多人拿了现金工资而不报税或只报了少部分的税。这里提供了很多工作给不会英语或没有技能的新华人移民。纽约市本来是以服装业和旅游业为主，所以华埠也循这方向发展了服装业旅游业，给华埠带来了很多大大小小的制衣厂。旅游业和餐馆业在华埠也很发达。
由於南美洲与中国内陆的生产成本低廉，上游的制衣批发商把订单都给了海外的生产厂家，华埠本地的制衣业慢慢萎缩了，只剩下少数还在支撑运营。
中餐食品店和海鲜店密集于茂比利街、坚尼街和巴士打街交界、东百老汇上。华裔开的珠宝店位于勿街和包厘街之间的坚尼街。由于华裔的储蓄率很高，华埠有很多的银行。这些银行一般都雇用了大量华人职员。这里也有不少华资银行进驻。
在华埠邻近的小意大利区经常举办一些街坊活动，吸引了大量游客来游玩，他们一般都会顺便走过来华埠这边看看，这间接给华埠带来了繁荣。在华埠与小意大利区之间，只相隔了坚尼街，所以造就了很多华裔摊贩在坚尼街一带销售廉价的商品，一般都是游客喜欢购买的小精品或仿冒的名牌商品。

## 人口

### 小粵港
直到1960年代，移民紐約华埠的華裔以廣府人為主，所以主要語言為粵語，特别是广州话/香港粵語和台山话。另外有少部分移民是客家人，讲客家话。
直到1960年代，本來唐人街的界線是Bowery Street（包厘街）東邊和Canal Street（堅尼街）北邊. 以前那時候是全部台山人。但是從1965年開始很多香港人也開始大量進來唐人街，使粵語廣州話變成唐人街的通用語。唐人街開始發展，先超過堅尼街的界線然後後來會超過包厘街的界線。但是從1970－80年代，真正最發展最多華人人口的唐人街還是在勿街的周圍區。超了包厘街東邊沒有那麼發展屬於唐人街也還是交疊華人猶太人和波多黎人混合一起。

### 小福州
而從1970年代开始，特別1980年代開始大批来自福建省的福州人进入华埠，他们的母语是閩東語的福州話。因為那時候唐人街大部分廣東人和福州人無法融合因為方言和文化差別, 所以他們安定在華人、猶太人、波多黎各人交疊區超過包厘街東邊然後會慢慢發展自己的福州人唐人街。
現在唐人街變成早期發展的廣東唐人街在西邊，新發展福州唐人街在東邊。

### 其他亞洲華人人口
另外，基于很多东南亚国家的政治纷乱、越南戰爭和排华的原因，大量華人从東南亞国家移民到美国來。这些国家包括越南，泰国，菲律宾，马来西亚，老挝，印度尼西亚等。1980年之前，現代標準中文很少被居民使用，都是以各自方言溝通為主。最近的新移民大多都是從中國大陸及台灣及而來，所以都講標準中文。

### 住宅區和商業區
与其它市区唐人街不同，曼哈顿的华埠不仅仅是商业区，它也有很大的住宅区。粗估有15万至25万居民，也有少數估算高达35万。准确的人口數量很难获得，因为語言障礙和非法移民造成的「低人口普查参与率」。社区的主要人口成长来源是移民。現在居民慢慢地学会英語，也獲得更完善的教育，因此也有好的工作，最后搬到富裕的区域。

### 從2000年開始
從2000年開始，華人人口開始越來越小就因為士紳化開始來和房子租開始太貴。很多福州人從曼哈頓唐人街搬走去布魯克林日落公園八大道新的唐人街有更加大很多還有變成紐約最大最中的福州人新發展區而另稱的名字是叫做小福州城。
很多廣東人搬去布魯克林的本森赫斯特地区和羊頭灣到處發展了好幾個自己新的小廣東人唐人街或另稱小粵港城例如18大道從65街到77街左右，Bay Parkway大道從65街到68街和86街從18大道到25大道，這些全部在本森赫斯特地区。羊頭灣的唐人街就是在U大道Q地鐵車站附近。

## 建筑

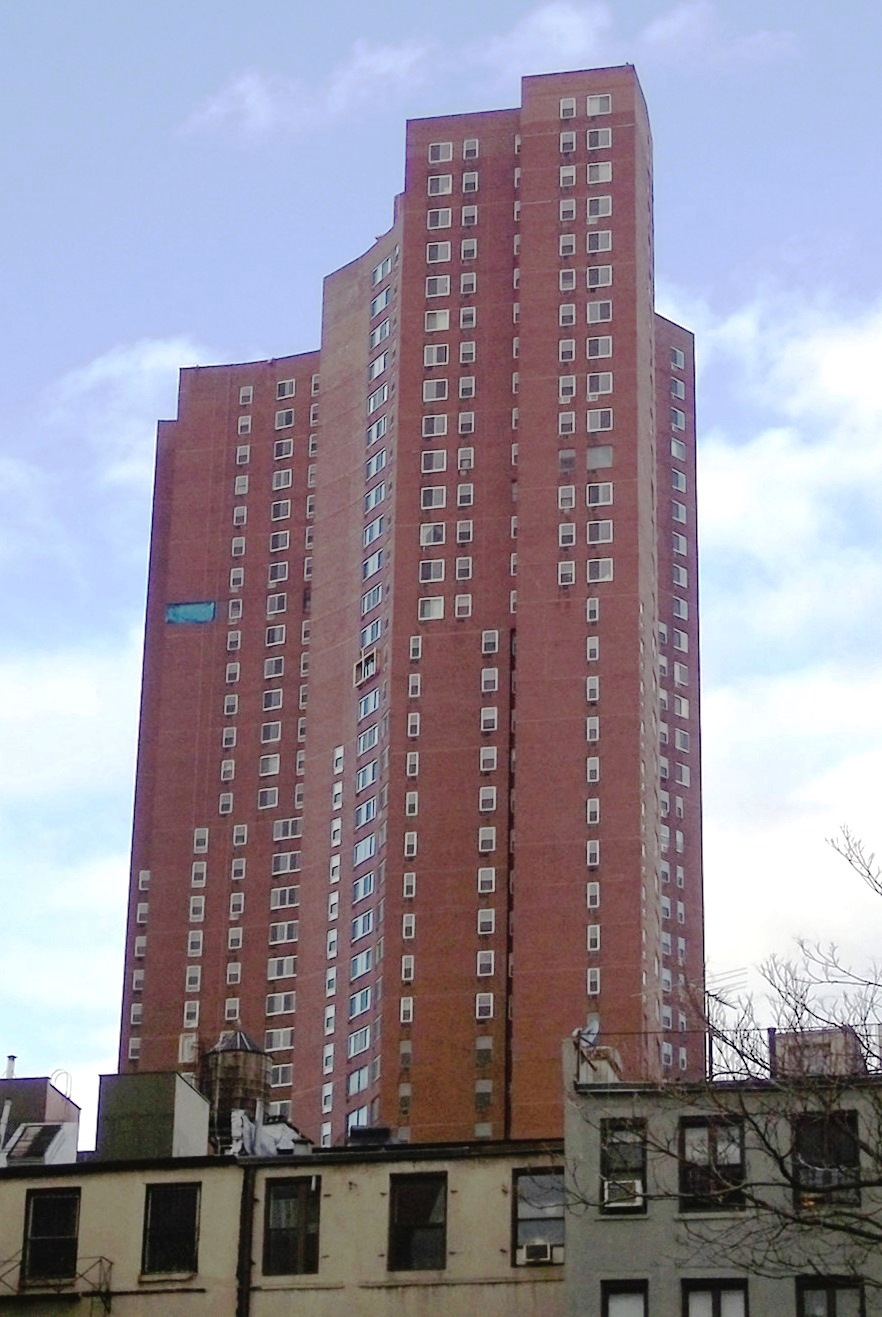
这44层楼的孔子大厦是一栋政府补贴公寓，但是比一般华埠的住房的水准要高。

### 住宅
华埠的住房以前大多都是拥挤的公寓，很多建立已经百年了。自从大量新移民拥进来以后，华埠的景观改变了，不少老旧的公寓被拆除或改建。
包厘街和地威臣街上的一栋巨大的联邦补贴住房工程称为孔子大厦（Confucius Plaza）在1976年完工。这44层楼的住宅大楼给上千所居民带了必要的住所。这建筑也包括容閎公立小学。虽然这公寓是为低收入贫民的补贴公寓，因为现代标准的住房在华埠很少，所以有不少华人居住在此公寓里。
华埠除了这栋孔子大厦外，另外还有桥景大厦，尼克村大厦, 两桥大厦，及邻近几栋大型政府楼，都住满不少华人。华埠里面也新建了不少高級康斗公寓（Condo）。

### 风格
从建立以来，华埠没有很多特殊风格的建筑。
在1962年，一座称牌坊在且林廣場上建立，纪念为第二次世界大战而牺牲的华裔少尉飞行员劉國樑和其战友们。这牌坊包含近代书法家于右任的作品。每年在美国阵亡将士纪念日这一天，由美国华裔退伍军人会在这牌坊献花纪念。另外一座林则徐的铜像也由美国林则徐基金会于1997年竖立在此广场，他是清朝一位著名的反鸦片的福州侯官。雕像正面朝向东百老汇大道，许多福州商店在此，俗称“福州街”。1976年，孔子的雕像在“孔子大厦”前建立，由于地段方便，常被用于会合地点。
1970年代，纽约电话公司（之后被威讯购买）开始为电话亭加中国式的塔形装饰。1980年代，住属于中国城的一些大公司分店如银行开始装修用古典中国建筑风格。

## 其它華人社区
一部分華裔社区于近几十年來在纽约逐渐生根，其中包括位于皇后区的法拉盛（Main Street, Flushing），其華裔人口因受到911事件的影響，已在近期超过了曼哈顿华埠和皇后区的另一个华人社区埃尔姆赫斯特（Broadway, Elmhurst）。此外，位于紐約布鲁克林的日落公园（Sunset Park）附近的另外一个华裔社区，其人口也在逐渐增长中。从8大道上的39街至68街，被称为「八大道」。在布鲁克林还有其它一些比较小的唐人街，有海湾公园道（Bay Parkway）从65街至74街，羊頭灣地区（Shepherd Bay）的「U大道」从东12街至东24街，本森赫斯特地区（Bensonhurst）的86街从18大道至Stillwell大道，大纽约市週邊的爱迪生镇现在也发展出一个小的唐人街。
这些華裔社区的人口组成与曼哈顿华埠不一樣。住在新华埠的人一般比较富裕，商店也比较大型及运营的资本比较雄厚。法拉盛华埠主要的构成是由于1997年香港主权移交而来的香港移民。这些移民都有较多的资本，他们购买了之前居住在法拉盛的摩门教教徒财产。而布鲁克林的「八大道」主要是來自廣東和福建的新移民。美国化的華裔一般都离开密集的華裔社区。